# San José del Guaviare
San José del Guaviare är en kommun och stad i Colombia.   Den ligger i departementet Guaviare, i den centrala delen av landet, 300 km sydost om huvudstaden Bogotá. Antalet invånare i kommunen är 53 994.
San José del Guaviare' är administrativ huvudort för departementet Guaviare. Staden är belägen längs Guaviarefloden och centralorten hade 38 636 invånare år 2008.
Stadens flygplats heter Aeropuerto Jorge Enrique González Torres.